# Cryptopelta granulifera
Cryptopelta granulifera is een slangster uit de familie Ophiodermatidae.
De wetenschappelijke naam van de soort werd in 1909 gepubliceerd door Hubert Lyman Clark.